# Kovändning

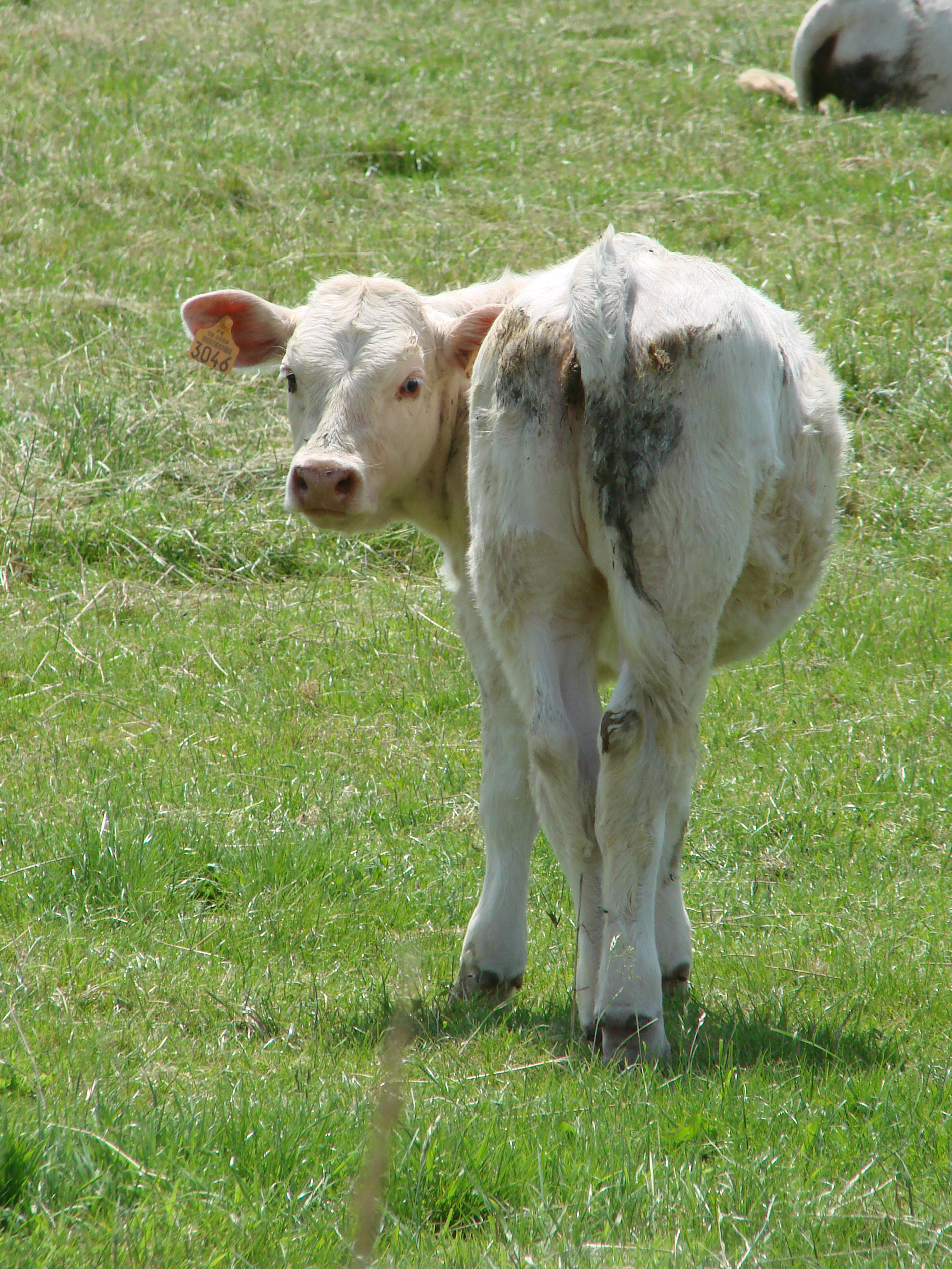
Misstänkt kovändning

En kovändning är en nedsättande liknelse som innebär en osmidig och tvär växling i åsikt eller handling, som kontrasterar skarpt gentemot tidigare ställningstaganden.
Själva liknelsen refererar till en kos osmidiga vändning och pekar i överförd betydelse på en uppenbar kurs- eller åsiktsändring som indikerar ostadighet och bristande konsekvens.
Begreppet har länge används inom seglingssammanhang och innebär då att byta bog på läns med ett slag istället för en gipp. Alltså snurrar man runt med båten 360 grader, vilket anses vara en säkrare metod än att gippa, framförallt vid hårt väder.